# Czagino (obwód wołogodzki)
Czagino (ros. Чагино) – wieś w Rosji, w rejonie szeksnińkim obwodu wołogodzkiego. W 2010 r. liczyła 5 mieszkańców.